# Effetto Balassa-Samuelson
L'Effetto Balassa-Samuelson (dal nome degli economisti, l'ungherese Béla Balassa e lo statunitense Paul Samuelson, che per primi lo hanno descritto e studiato) è l'osservazione che nelle economie in forte crescita si sperimenta un aumento dei prezzi di beni non commerciabili che spinge verso un apprezzamento reale del cambio (espresso come rapporto tra beni commerciabili e beni non commerciabili).
Nei Paesi più avanzati, con un più alto livello di produttività nel settore dei beni commerciabili, i prezzi dei beni non commerciabili sono relativamente più alti rispetto ai Paesi più poveri. In un'area monetaria integrata, in cui i livelli di vita e di prezzo tendono a convergere, è normale osservare un tasso d'inflazione più elevato rispetto a Paesi dove il livello dei prezzi è più basso, e viceversa. Questa differenza è per certi versi "inevitabile" e deve essere considerata fisiologica. 